# کنستادینوس دووالیدیس
کنستادینوس دووالیدیس (یونانی: Κώστας Δουβαλίδης؛ زادهٔ ۱۰ مارس ۱۹۸۷) دونده دو با مانع اهل یونان است.